# Oscar for bedste danseinstruktion
Oscar for bedste danseinstruktion eller Academy Award for Best Dance Direction var en filmpris, som blev uddelt ved Oscaruddelingen fra 1935 til 1937.

## Vindere og nomineringer
- 1935: Dave Gould – Broadway Melody of 1936 ("I've Got a Feeling You're Fooling") og Folies Bergère de Paris ("Straw Hat")
  - Busby Berkeley - Gold Diggers of 1935 ("Lullaby of Broadway") og ("The Words Are in My Heart")
  - Bobby Connolly – Broadway Hostess ("Playboy from Paree") og Go into Your Dance ("Latin from Manhattan")
  - Sammy Lee – King of Burlesque ("Lovely Lady") og ("Too Good to Be True")
  - Hermes Pan – Top Hat ("Piccolino" og "Top Hat")
  - LeRoy Prinz – All the King's Horses ("Viennese Waltz") og The Big Broadcast of 1936 ("Elephant - It's the Animal in Me")
  - Benjamin Zemach – She ("Hall of Kings")
- 1936: Seymour Felix – Revykongen Ziegfeld ("A Pretty Girl Is Like a Melody")
  - Busby Berkeley – Gold Diggers of 1937 ("Love and War")
  - Bobby Connolly – Cain and Mabel ("1000 Love Songs")
  - Dave Gould – Born to Dance ("Swingin' the Jinx Away")
  - Jack Haskell – One in a Million ("Skating Ensemble")
  - Hermes Pan – Swing Time ("Bojangles of Harlem")
  - Russell Lewis – Dancing Pirate ("The Finale")
- 1937: Hermes Pan – En jomfru i fare ("Fun House")
  - Busby Berkeley – Varsity Show ("The Finale")
  - Bobby Connolly – Ready, Willing, and Able ("Too Marvelous for Words")
  - Dave Gould – A Day at the Races ("All God's Children Got Rhythm")
  - Sammy Lee – Ali Baba Goes to Town ("Swing Is Here to Stay")
  - Harry Losee – Thin Ice ("Prince Igor Suite")
  - LeRoy Prinz – Waikiki Wedding ("Luau")